# Finnmarksvidda
Ne doit pas être confondu avec Comté de Finnmark.

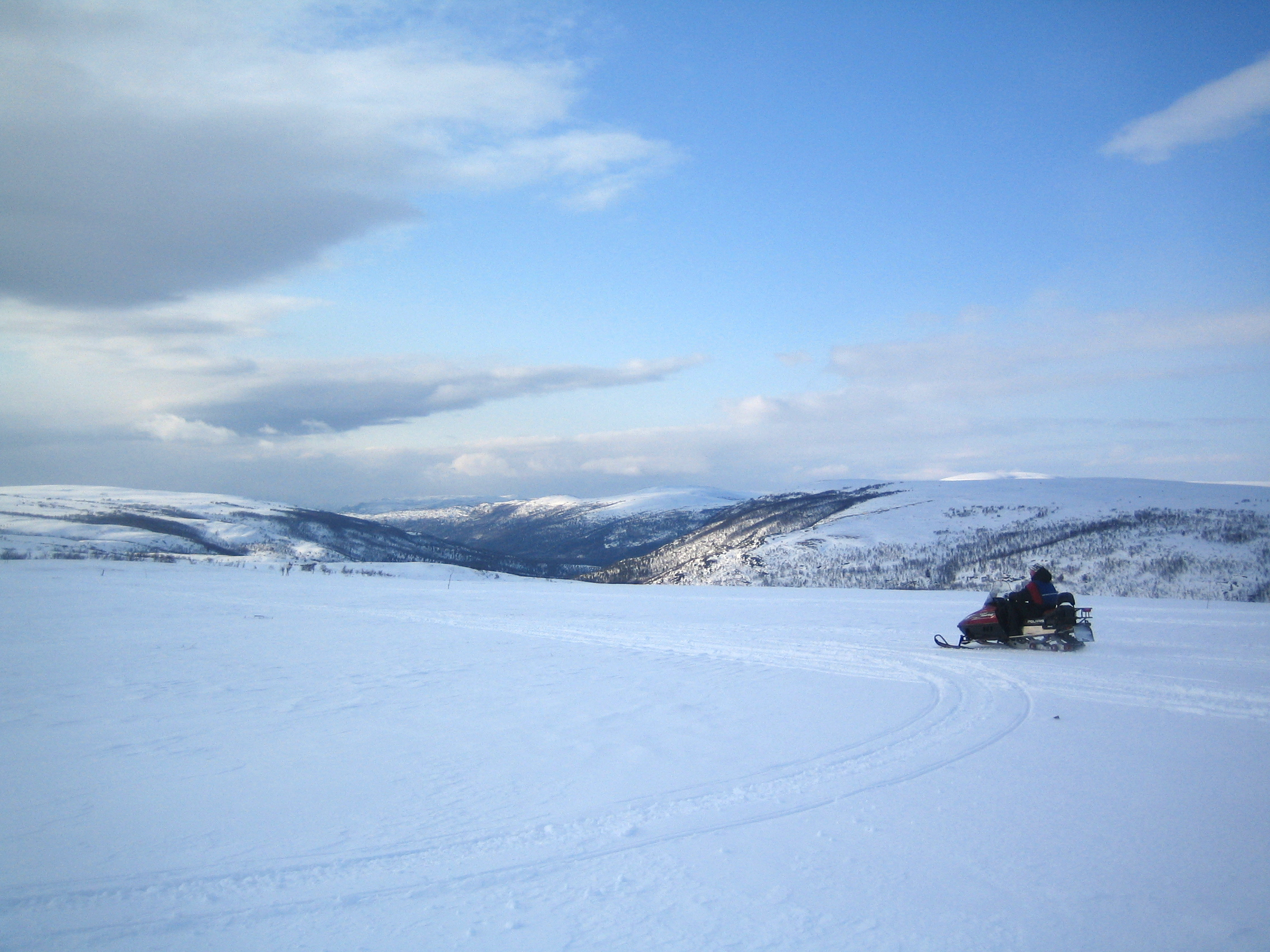
Motoneige à Finnmarksvidda, Alta, Finnmark, Norvège.

Finnmarksvidda (littéralement, le plateau du Finnmark ; en same du Nord : Finnmárkkoduottar) est le plus grand plateau montagneux norvégien avec une superficie de plus de 22 000 km2. Il se situe à une altitude de 300 à 500 mètres au-dessus de la mer et représente environ 36 % de la surface du comté de Finnmark. La distance d'est en ouest, entre Alta et la péninsule de Varanger, est de plus de 400 kilomètres, tout comme celle qui va du nord au sud.
Le plateau inclut des boulaies, des pinèdes, des tourbières et des lacs glaciaires. Il est situé au nord du cercle Arctique et est essentiellement connu en tant que patrie des Samis et de leurs troupeaux de rennes.
Le parc national d'Anárjohka se situe sur ce plateau. Ouvert en 1976, il couvre une superficie de 1 409 km2. Le parc national de Stabbursdalen assure, lui, la protection de la forêt de pins sylvestres la plus septentrionale du monde.
Finnmarksvidda a un climat continental avec les hivers les plus froids de Norvège. La température la plus basse jamais mesurée en Norvège l'a été à Karsjok le 1er janvier 1886 : −51,4 °C. Les températures moyennes pour janvier et juillet au même endroit sont respectivement de −17,1 °C et 13,1 °C. La moyenne annuelle atteint, elle, −2,4 °C, tandis que les précipitations ne sont que de 336 mm. Les moyennes des températures annuelles sur le plateau (−3 °C) sont les plus froides du pays, à l'exception des zones de haute montagne, et sont même plus froides que l'île Jan Mayen et l'île aux Ours.